# 虹橋船
虹橋船(こうきょうせん/こうけうせん)は、日本海軍の運送船
(兵部省所管の運輸船)。
『公文類纂』の中には虹橋丸の記述も見られる。
虹橋は「にじ」の意味。

## 船歴
原名はヤコバ、1860年(万延元年)に清国ナンキューで建造された
木造気船で、
豊津藩の輸送船だった。
明治2年12月26日(1870年1月27日)に豊津藩から献納願いが出され、
翌明治3年3月15日(新暦4月15日)付で許可、
6月22日(新暦7月20日)に兵部省が受領した。
また6月18日(新暦7月16日)、アメリカ人を雇い、虹橋船の機関運転を習うことになった。
7月29日(新暦8月25日)に樺太開拓使の用船で
黒田清隆らを護送して北海道へ向かったが、千葉県根津浦で座礁、破壊された。
当日は朝7時頃(または4時20分)に220人程を乗せて品海を出港、
午後4時7分に上総国夷隅郡河津村根津浦(または花房藩配下川津村海岸字根中)沖の暗礁(根中の瀬)に乗り上げた。
船底に穴が開きデッキまで水が来たため、6時頃に便乗者らは陸に避難した。
翌日積荷(米600石、味噌50樽、酒250樽、金1,000両など)の多くを揚陸した。
穴を帆布で塞ぐ作業を試みたが
その後波浪による船体の破壊が進み、最終的に放棄された。
なお『海軍省報告書』では8月8日(新暦9月3日)に暗礁に触れて破壊とされている。
坐礁の原因は使用した海図に記載の無い暗礁に乗り上げたためで、船長の処分は無かった。
また米国船が用船され、改めて荷物を運送することになった。
1879年(明治12年)に千葉県夷隅郡川津村沖の海底で沈船の真鍮鉄などが引き揚げられた。
この沈船は虹橋船であり、引き揚げ品は入札、払い下げの形が取られた。

## 船長
- 髙田作衛:明治3年7月時[23]